# Selenidium potamillae
Selenidium potamillae is een soort in de taxonomische indeling van de Myzozoa, een stam van microscopische parasitaire dieren. Het organisme komt uit het geslacht Selenidium en behoort tot de familie Selenidiidae. Selenidium potamillae werd in 1933 ontdekt door Mackinnon & Ray.